# Титусовка
Титусовка (укр. Титусівка) — село на Украине, находится в Казатинском районе Винницкой области.
Код КОАТУУ — 0521487206. Население по переписи 2001 года составляет 596 человек. Почтовый индекс — 22143. Телефонный код — 4342.
Занимает площадь 22,94 км².

## Адрес местного совета
22142, Винницкая область, Казатинский р-н, с.Соколец, ул.Ленина, 10